# Джалга-Дунда
Джалга-Дунда (от калм. Дунд Җалһ — средняя ложбина/балка, устар. Дунда от калм. Дунд — середина, средний) — река в России, левый приток Маныча. Протекает в Апанасенковском районе Ставропольского края и, частично, в Яшалтинском районе Республики Калмыкия.

## Этимология названия
В статье Э. Б. Манджиевой и Н. А. Кичиковой «Гидронимы калмыцкого происхождения на территории Юга России» высказывается мнение, что гидроним «Дунда» образован от калмыцкого слова «дунд» (середина, средний) и указывает на физико-географические свойства данной реки.

## География и гидрология
Река берёт начало в Дундинском водохранилище (исток находится южнее села Белые Копани), протекает с севера на юг, через сёла Белые Копани и Киевка, затем проходит вдоль границы между Ставропольским краем и Калмыкией, поворачивает на восток и впадает в Пролетарское водохранилище (устье находится на 286-м км озера Маныч-Гудило). Севернее села Белые Копани в реку Дунда впадает её правый приток — балка Сухая, а ниже по течению, в 4 км севернее села Киевка, в неё впадает левый приток — река Бедрик.
Длина реки составляет 62 км, площадь водосборного бассейна — 176 км². Среднегодовой объём стока — 4,4 млн м³, круглогодичная санитарная проточность — 0,5 м³/с. Полноводье на реке обычно бывает в весной, в период таяния снегов, и летом, во время обильных дождей; в засушливые летние месяцы её русло пересыхает.

## Данные водного реестра
По данным государственного водного реестра России относится к Донскому бассейновому округу, водохозяйственный участок реки — Маныч от истока до Пролетарского гидроузла, без рек Калаус и Егорлык, речной подбассейн реки — бассейн притоков Дона ниже впадения Северского Донца. Речной бассейн реки — Дон (российская часть бассейна).
Код объекта в государственном водном реестре — 05010500712107000016385.